# Presidenti della Provincia di Alessandria
Elenco dei presidenti dell'amministrazione provinciale di Alessandria.

## Regno d'Italia (1861-1946)

### Presidenti del Consiglio provinciale (1860-1926)
- Filippo Mellana (1860 – 1868)
- Urbano Rattazzi (1868 – 1873)
- Filippo Mellana (1873 – 1874)
- Giuseppe Saracco (31 agosto 1874 – 12 agosto 1907)
- Urbano Rattazzi iuniore (12 agosto 1907 – agosto 1911)
- Luigi Borsarelli (14 agosto 1911 – novembre 1920)

### Presidenti della Deputazione provinciale (1889-1926)
| Nº | Nº | Ritratto | Nome             | Mandato          | Mandato          | Partito                     |
| Nº | Nº | Ritratto | Nome             | Inizio           | Fine             | Partito                     |
| -- | -- | -------- | ---------------- | ---------------- | ---------------- | --------------------------- |
|    |    |          | Fedele Maioli    | 2 dicembre 1889  | 14 novembre 1910 | ?                           |
|    |    |          | Giovanni Zoppi   | 1910             | 1920             | ?                           |
|    |    |          | Ernesto Pistoia  | 15 novembre 1920 | ?                | Partito Socialista Italiano |
|    |    |          | Antonio Franzini | 1º giugno 1923   | 23 ottobre 1924  | ?                           |

## Italia repubblicana (dal 1946)

### Presidenti della Provincia (dal 1951)

#### Eletti dal Consiglio provinciale (1951-1995)
| Nº | Nº | Ritratto | Nome               | Mandato        | Mandato        | Partito                   |
| Nº | Nº | Ritratto | Nome               | Inizio         | Fine           | Partito                   |
| -- | -- | -------- | ------------------ | -------------- | -------------- | ------------------------- |
|    |    |          | Giuseppe Giraudi   | ?              | 1956           | Democrazia Cristiana      |
|    |    |          | Giovanni Sisto     | 1956           | 1967           | Democrazia Cristiana      |
|    |    |          | Angelo Armella     | 1967           | 1970           | Democrazia Cristiana      |
|    |    |          | Armando Devecchi   | 1970           | 1975           | Democrazia Cristiana      |
|    |    |          | ?                  | ?              | ?              | ?                         |
|    |    |          | Francesco Franzò   | 29 luglio 1985 | 7 aprile 1993  | Democrazia Cristiana      |
|    |    |          | Attilio Castellani | 2 giugno 1993  | 8 aprile 1994  | Democrazia Cristiana      |
|    |    |          | Massimo Bianchi    | 8 aprile 1994  | 24 aprile 1995 | Partito Popolare Italiano |

#### Eletti direttamente dai cittadini (1995-2014)
| Nº | Ritratto       | Ritratto        | Nome               | Mandato        | Mandato        | Partito                           | Elezione |
| Nº | Ritratto       | Ritratto        | Nome               | Inizio         | Fine           | Partito                           | Elezione |
| -- | -------------- | --------------- | ------------------ | -------------- | -------------- | --------------------------------- | -------- |
|    |                |                 | Fabrizio Palenzona | 8 maggio 1995  | 28 giugno 1999 | I Popolari La Margherita          | 1995     |
|    | 28 giugno 1999 | 14 giugno 2004  | Fabrizio Palenzona | 1999           |                | I Popolari La Margherita          |          |
|    |                |                 | Paolo Filippi      | 14 giugno 2004 | 23 giugno 2009 | La Margherita Partito Democratico | 2004     |
|    | 23 giugno 2009 | 14 ottobre 2014 | Paolo Filippi      | 2009           |                | La Margherita Partito Democratico |          |

#### Eletti dai sindaci e consiglieri della provincia (dal 2014)
| Nº | Ritratto | Ritratto | Nome             | Mandato           | Mandato          | Partito             | Elezione |
| Nº | Ritratto | Ritratto | Nome             | Inizio            | Fine             | Partito             | Elezione |
| -- | -------- | -------- | ---------------- | ----------------- | ---------------- | ------------------- | -------- |
|    |          |          | Maria Rita Rossa | 14 ottobre 2014   | 27 giugno 2017   | Partito Democratico | 2014     |
|    |          |          | Gianfranco Baldi | 25 settembre 2017 | 19 dicembre 2021 | Forza Italia        | 2017     |
|    |          |          | Enrico Bussalino | 19 dicembre 2021  | 5 luglio 2024    | Lega Nord           | 2021     |
|    |          |          | Luigi Benzi      | 30 settembre 2024 | in carica        | Fratelli d'Italia   | 2024     |